# Eremogone acutisepala
Eremogone acutisepala är en nejlikväxtart som först beskrevs av Heinrich Carl Haussknecht och F. Williams, och fick sitt nu gällande namn av S.Ikonnikov. Eremogone acutisepala ingår i släktet Eremogone och familjen nejlikväxter. Inga underarter finns listade i Catalogue of Life.